# Onthophagus salvazai
Onthophagus salvazai är en skalbaggsart som beskrevs av Renaud Maurice Adrien Paulian 1978. Onthophagus salvazai ingår i släktet Onthophagus och familjen bladhorningar. Inga underarter finns listade i Catalogue of Life.